# Anxin
Anxin léase An-Sín (en chino simplificado, 安新县; pinyin, Ānxīn xiàn, lit: paz nueva) es un condado bajo la administración directa de la ciudad-prefectura de Baoding. Se ubica en la provincia de Hebei, este de la República Popular China. Su área es de 724 km² y su población total para 2010 fue más de 400 mil habitantes.
Gran parte del lago Baiyangdian se ubica dentro su territorio, al igual que la zona franca de Xiong'an que el gobierno fomenta desde 2007. 

## Administración
El condado de Anxin se divide en 12 pueblos que se administran en 9 poblados y 3 villas.